# María Luisa Balaguer Callejón
María Luisa Balaguer Callejón (Almeria, 1953) és una jurista i professora universitària espanyola, catedràtica de Dret constitucional i, des de 2017, magistrada del Tribunal Constitucional d'Espanya.

## Biografia
Llicenciada (1976) i doctora (1983) en Dret per la Universitat de Granada, va exercir d'advocada per l'Il·lustre Col·legi d'Advocats de Màlaga entre els anys 1977 i 2003. Des de 1980 es dedica a la docència universitària com a professora de les Facultats de Dret i Periodisme de la Universitat de Màlaga i és catedràtica de Dret Constitucional des de l'any 2003.
Fou consellera electiva del Consell Consultiu d'Andalusia (2005-17).
En el camp de les publicacions ha dirigit la revista Artículo 14, una perspectiva de género editada per l'Institut Andalús de la Dona. També ha dirigit dos Congressos de Dret Constitucional organitzats pel Parlament d'Andalusia els anys 2002 i 2003.
L'any 2017 va ser nomenada magistrada del Tribunal Constitucional d'Espanya per designació del Senat. El dia 14 de març va prendre possessió del càrrec.

## Publicacions
- Manual de Derecho Constitucional. 3a edició. Autors: Cámara, Gregorio; López, Juan Fernando; Montilla, José Antonio. Tecnos. ISBN 978-84-309-4295-4 (Vol. 1) ISBN 978-84-309-4296-1 (Vol. 2).
- Introducción al Derecho Constitucional. Autors: Balaguer, Francisco; Cámara, Gregorio; Montilla Martos, José Antonio. Tecnos, 2014. ISBN 978-84-309-6311-9.
- Igualdad y Constitución española. 2010. ISBN 978-84-309-5052-2.
- Legislación sobre igualdad de género. Tecnos, 2007. ISBN 978-84-309-4659-4.
- Organización territorial de la Comunidad Autónoma de Andalucía. El gobierno local y sus prespectivas. Comares, 2005. ISBN 84-309-4340-4.
- Mujer y Constitución: la construcción jurídica del género. 2005. ISBN 84-37622-44-1.
- XXV Aniversario de la Constitución Española: porpuestas de reformas. Diputació Provincial de Màlaga, 2004. ISBN 84-7785-601-X.
- Colección Hypatia nº 3. Instituto Andaluz de la Mujer, 2001. ISBN 84-7921-085-0.
- El recurso de inconstitucionalidad. Centro de Estudios Políticas y Constitucionales, 2001. ISBN 84-259-1142-7.
- Pensadoras del siglo XX. Instituto Andaluz de la Mujer, 2001. ISBN 84-7921-079-6.
- Derecho Constitucional. Autors: Balaguer, Francisco; Rodríguez, Ángel; Cámara, Gregorio; Cano, Juan Bautista; López, Juan Fernando. Tecnos, 1999. ISBN 84-309-3454-5.
- Colección Hypatia nº 3. Instituto Andaluz de la Mujer, 1999. ISBN 84-7921-073-7.
- Interpretación de la Constitución y ordenamiento jurídico. 1997. ISBN 84-309-3058-2.
- El derecho fundamental al honor. Editorial Tecnos, 1992. ISBN 84-309-2135-4.
- La interpretación de la Constitución por la jurisdicción ordinaria. Civitas, 1990. ISBN 84-7398-781-0.
- Ideología y medios de comunicación: la publicidad y los niños. Màlaga: Diputació Provincial de Màlaga, 1987.
- La mujer y los medios de comunicación. Màlaga: Arguval, 1985.